# Instituto de ciencia y tecnología de Kigali
El Instituto de ciencia y tecnología de Kigali se localiza como su nombre lo indica en la ciudad de Kigali, la capital del país africano de Ruanda es la primera institución de educación superior centrada en la tecnología que fue creada el Gobierno de Ruanda.
Se estableció en noviembre de 1997. Los socios principales de su creación fueron el Ministerio de Educación, el PNUD de Ruanda y GTZ, una empresa alemana.